# Tupamaros
De Nationale Bevrijdingsbeweging (Spaans: Movimiento de Liberación Nacional, MLN), beter bekend als de Tupamaros, was een stadsguerrillabeweging in Uruguay.
De beweging werd opgericht in de vroege jaren 60 en was genoemd naar Túpac Amaru II, een Quechua-indiaan uit Peru die in de 18e eeuw de Spaanse autoriteiten uitdaagde. De meeste acties van de beweging bestonden uit het overvallen van banken, bedrijven of plaatsen waar veel voedsel was, wat de Tupamaros vervolgens verdeelden onder arme inwoners van Montevideo. De beweging kreeg al snel een Robin Hood-imago en was aanvankelijk niet erg gewelddadig. Dat veranderde toen president Jorge Pacheco Areco in 1968 grondwettelijke rechten opschortte en een staat van beleg liet uitroepen om de toenemende arbeidsonrust de kop in te drukken. Wat volgde was een periode van sterke repressie door de Uruguayaanse regering, waarbij op grote schaal gemarteld werd. De Tupamaros radicaliseerden hierdoor, en werden gewelddadiger. Zij pleegden bomaanslagen, kidnapten en vermoordden politici en zakenlieden, hadden ondergrondse ziekenhuizen, een radiozender en volksgevangenissen waarin zij hun tegenstanders gevangen hielden en ondervraagden. De resultaten van de ondervragingen werden daarna openbaar gemaakt. De bekendste gevangene was de Amerikaanse agent en folterspecialist Dan Mitrione. De Uruguayaanse regering reageerde door de repressie nog verder te verhevigen, wat in 1973 leidde tot het overhandigen van de macht aan het leger door president Juan María Bordaberry.
De Tupamaros golden als voorbeeld voor veel andere linkse gewapende bewegingen in Latijns-Amerika, Azië, en Europa, waaronder de Communistische Liga 23 September in  Mexico, de Revolutionaire Linkse Beweging in Chili, het Japanse Rode Leger en vooral de Rote Armee Fraktion (RAF) in Duitsland.
Na de terugkeer van de democratie in 1985 werd de beweging omgevormd tot een politieke partij onder de naam Beweging van Volksparticipatie (MPP), die deel uitmaakt van het Links Breed Front.